# Лерой Вотсон
Лерой Вотсон  (англ. Leroy Watson; 6 липня 1965) — британський лучник, олімпійський медаліст.

## Виступи на Олімпіадах
| Олімпіада | Дисципліна | Місце |
| --------- | ---------- | ----- |
| Сеул 1988 | особисті   | 18    |
| Сеул 1988 | командні   | 3     |

## Зовнішні посилання
- Досьє на sport.references.com [Архівовано 16 грудня 2012 у Wayback Machine.]